# Успение Богородично (Пловдив)
Вижте пояснителната страница за други значения на Успение Богородично.
„Успение Богородично“ или „Света Богородица“ е православна църква в Стария град на Пловдив, катедрален храм на Пловдивската епархия на Българската православна църква. Храмовият празник e 15 август, Успение на Пресвета Богородица.

## История
На мястото, където днес се намира катедралната черква „Успение Богородично“, изглежда още през ІХ–Х в. е имало християнско светилище. При обновяването на църквата през 1844 г. под Светия Олтар била намерена надгробна плоча с недатиран гръцки надпис, който назовава като „ктитор на този Божи храм" знатния византиец Епифаний Алиат.
За църква „Света Богородица" във Филипопол споменава Никита Хониат: възобновена през 1189 г. при митрополит Константин Пантехни, тя била ограбена от кръстоносците на Третия кръстоносен поход. Впоследствие сградата била преиздигната. Възможно е редом с нея да е имало манастир, защото през 1553 г. пътешественикът Антон Вранчич (1504 – 1573) чул следното предание: „[К]огато Пловдив е минал под властта на турците, без намесата на някаква буря или земетресение се появила на самия връх [на едното от тепетата на Трихълмието] пукнатина и погълнала манастира. И сега там се подава пукнатина и се виждат върховете на потънали стени. Самият манастир е бил посветен на света Дева Мария. Пребиваващите вътре монаси се спасили от гибел.“
Храмът продължил да съществува: посетилият Филипопол през 1578 г. Стефан Герлах го споменава (на второ място след митрополитската църква „Света Марина“) под името „Пресветая" (Allerheiligste). Изчезнал днес надпис сочел, че църквата била обновена и изографисана през 1698 г., при митрополит Неофит, със средства на ритора Андроник. До 1825 г. от прихода на черквата се издържали преподавателите в пловдивското Главно гръцко училище.
Към 1844 г. старата църква е съборена и брациговски майстори издигат на нейно място нов, по-голям, изцяло каменен храм. За това свидетелства мраморна плочка с български надпис, взидана над северната църковна врата: „почнато съгр. на 25 ап. 1844“. Първи ктитори са копривщенските бегликчии Вълко и Стоян Теодорович Чалъкови. Строежът е завършен вероятно осем години по-късно: "И като в онова време най-богатите бяха в оная махла, можеха, ако не стига влогът, да съберат спомоществование, както и стана, за доправа на зданието и така се свърши и стана прекрасна черквата на 18[5]2 [г.]", пише Константин Моравенов.
Църквата „Света Богородица“ е исторически свързана с църковно-националната борба. „В седемте градски цръкви по онова време [1857 г.] се служеше само по гръцки", разказва Йоаким Груев. „Фанариотинът Хрисант бе забранил да се чуе по цръквите нито едно „Господи помилуй" по български, дори и в цръква „Св. Петка", дето преди неговото дохождане се служеше и по славянски. След отстранението на фанариотина българските дейци, насръдчени от първата си сполука в борбата против него, изявиха желание да се въведе божем в една от градските цръкви богослужение по славянски. Владиката Паисий, ако и да съзнаваше справедливостта на това желание, не можеше без съгласието на патриаршията да удовлетвори българите. А патриаршията не даваше ухо на многократните заявления от страна на владиката и на българите. Това нехайство на църковната власт, с чести подигравки с богослужебния славянски език от страна за запалени гръкомани, наежи и изкара из търпение по-пъргавите млади, и училището „Св. Кирил и Методий" даде повод, за да се постъпи решително. Един ученик от пансионерите ми, по име Нешо п. Брайков, бе нагласен да изчете в цръква „Св. Богородица" от апостола на славянски; пръв път на 14 ноември той не сполучи, а на 30 ноември [1859 г.], запазен от другарите си след едно споричквание с гърци, сполучи да изчете древния апостол на славянски." В крайна сметка на 25 декември 1859 г., Рождество Христово, митрополит Паисий и храмовият свещеник поп Златан отслужват в църквата празнична Света Литургия не на гръцки, а изцяло на църковнославянски език.
Според султанския ферман за учредяване на Екзархията (1870) „махалата Света Богородица, която е в собствено града Филипопол, ще влезе в Българската Екзархия“. Така в Пловдив до 1906 г. съществували две митрополии: гръцка при стария митрополитски храм „Света Марина“ и българска при храма „Света Богородица“. В последната бил посрещнат пловдивският екзархийски митрополит Панарет (1872) и отслужен благодарствен молебен за освобождаването на града в хода на Руско-турската война (5.01.1878). На издигнатата през 1881 г. камбанария (преди това камбаните висели на дърво в църковния двор) стои надпис: „в память освободителям".

## Архитектура
Църквата е с размери 32 м на 17 м и представлява трикорабна базилика, чиято основна част (наосът) е разделена на три кораба от два реда колони (дванадесет на брой), завършващи с пищни капители в стил барок и свързани една с друга посредством арки. Поради съществуващите по време на строежа ѝ ограничения за християнските храмове тя няма купол. В западната ѝ част се намира притворът, на изток е светият Олтар (олтарната апсида е една). В западната част на наоса има емпория (балкон), където в миналото са стоели жените по време на богослужение. Средният кораб, размери 11 х 9 м., е широк колкото двата странични и по-висок от тях. Трите кораба са засводени поотделно и покрити с общ двускатен покрив. Орнаменталната живопис по стените трябва да е изпълнена от Макрий Негриев.
Построената по проект на Йосиф Шнитер камбанария (1881) представлява голяма триетажна кула, поставена върху четири стълба и увенчана с купол. Четирите камбани са отлети от Лазар Велеганов.
Иконостасът с размери 14,30 х 3,75 м. е изработен – навярно от майсторите-резбари Димитър и Антон Станишев – в стил ампир, с малобройни, но едри резбовани орнаменти, прикрепени към дървената основа. В резбата преобладават растителни мотиви – рози, грозде, листа, маргарити, венци от дъбови клонки. Под царските икони в медальони са изписани старозаветни събития. Те, както и иконостансните икони над тях, са рисувани от Никола Одринчанин. Изключение правят главните икони на Иисус Христос и света Богородица, добавени в по-ново време, през 1912 г. Те са заменили две работи на Станислав Доспевски: неговото изображение на Пресвета Богородица с Младенеца Иисус (1875) все още се намира в църквата, отделно от иконостаса, а това на Иисус Христос (1876) към 1959 г. се е пазело в Пловдивската митрополия.
През 1952 – 1953 г. с почина и благословението на тогавашния пловдивски митрополит Кирил храмът „Света Богородица“ е украсен със стенна живопис от Никола Кожухаров, Димитър Гюдженов, Васил Стоилов, Златю Бояджиев, Васил Захариев и др.
В църковния двор са погребани Христо Данов, Йоаким Груев, Стоян Чалъков, пловдивските митрополити Панарет, Натанаил, Максим, Варлаам, Арсений, епископ Неофит Браницки и паднали за освобождението на Пловдив през 1878 г. руски офицери.
- Камбанария
- Художествено осветление на камбанарията
- Северна фасада
- Иконостасът – детайл
- Иконостасът